# Nascar Winston Cup Series 1982
Nascar Winston Cup Series 1982 var den 34:e upplagan av den främsta divisionen av professionell stockcarracing i USA sanktionerad av National Association for Stock Car Auto Racing.  
Säsongen bestod av 30 race och inleddes på Daytona International Speedway med uppvisningsloppen Busch Clash 7 februari och UNO Twin 125 Qualifiers 11 februari, vilket även var slutkval till den 24:e upplagan av Daytona 500. Säsongen avslutades 20 november på Riverside International Raceway med Winston Western 500. Darrell Waltrip tog sin andra raka mästerskapstitel körande för Junior Johnson Buick som bilmärke dominerade serien med 25 segrar.

## Tävlingskalender
| Nr | Officiellt namn                  | Bana                                                        | Datum        |
| -- | -------------------------------- | ----------------------------------------------------------- | ------------ |
| U  | Busch Clash                      | Daytona International Speedway, Daytona Beach, Florida      | 7 februari   |
| KV | UNO Twin 125 Qualifiers          | Daytona International Speedway, Daytona Beach, Florida      | 11 februari  |
| U  | Daytona 500 Consolation Race     | Daytona International Speedway, Daytona Beach, Florida      | 12 februari  |
| 1  | Daytona 500                      | Daytona International Speedway, Daytona Beach, Florida      | 14 februari  |
| 2  | Richmond 400                     | Richmond Fairgrounds Raceway, Richmond, Virginia            | 22 februari  |
| 3  | Valleydale 500                   | Bristol International Raceway, Bristol, Tennessee           | 14 mars      |
| 4  | Coca-Cola 500                    | Atlanta International Raceway, Hampton, Georgia             | 21 mars      |
| 5  | Warner W. Hodgdon Carolina 500   | North Carolina Motor Speedway, Rockingham, North Carolina   | 28 mars      |
| 6  | CRC Chemicals Rebel 500          | Darlington Raceway, Darlington, South Carolina              | 4 april      |
| 7  | Northwestern Bank 400            | North Wilkesboro Speedway, North Wilkesboro, North Carolina | 18 april     |
| 8  | Virginia National Bank 500       | Martinsville Speedway, Ridgeway, Virginia                   | 25 april     |
| 9  | Winston 500                      | Alabama International Motor Speedway, Talladega, Alabama    | 2 maj        |
| 10 | Cracker Barrel Country Store 420 | Nashville Speedway, Nashville, Tennessee                    | 8 maj        |
| 11 | Mason-Dixon 500                  | Dover Downs International Speedway, Dover, Delaware         | 16 maj       |
| 12 | World 600                        | Charlotte Motor Speedway, Concord, North Carolina           | 30 maj       |
| 13 | Van Scoy Diamond Mine 500        | Pocono International Raceway, Long Pond, Pennsylvania       | 6 juni       |
| 14 | Budweiser 400                    | Riverside International Raceway, Riverside, Kalifornien     | 13 juni      |
| 15 | Gabriel 400                      | Michigan International Speedway, Brooklyn, Michigan         | 20 juni      |
| 16 | Firecracker 400                  | Daytona International Speedway, Daytona Beach, Florida      | 4 juli       |
| 17 | Busch Nashville 420              | Nashville Speedway, Nashville, Tennessee                    | 10 juli      |
| 18 | Mountain Dew 500                 | Pocono International Raceway, Long Pond, Pennsylvania       | 25 juli      |
| 19 | Talladega 500                    | Alabama International Motor Speedway, Talladega, Alabama    | 1 augusti    |
| 20 | Champion Spark Plug 400          | Michigan International Speedway, Brooklyn, Michigan         | 22 augusti   |
| 21 | Busch 500                        | Bristol International Raceway, Bristol, Tennessee           | 28 augusti   |
| 22 | Southern 500                     | Darlington Raceway, Darlington, South Carolina              | 6 september  |
| 23 | Wrangler Sanfor-Set 400          | Richmond Fairgrounds Raceway, Richmond, Virginia            | 12 september |
| 24 | CRC Chemicals 500                | Dover Downs International Speedway, Dover, Delaware         | 19 september |
| 25 | Holly Farms 400                  | North Wilkesboro Speedway, North Wilkesboro, North Carolina | 3 oktober    |
| 26 | National 500                     | Charlotte Motor Speedway, Concord, North Carolina           | 10 oktober   |
| 27 | Old Dominion 500                 | Martinsville Speedway, Ridgeway, Virginia                   | 17 oktober   |
| 28 | Warner W. Hodgdon American 500   | North Carolina Motor Speedway, Rockingham, North Carolina   | 31 oktober   |
| 29 | Atlanta Journal 500              | Atlanta International Raceway, Hampton, Georgia             | 7 november   |
| 30 | Winston Western 500              | Riverside International Raceway, Riverside, Kalifornien     | 21 november  |

## Resultat
| Nr | Tävling                          | Pole position   | Flest ledda varv | Vinnare         | Team/ bilägare         | Konstruktör | Rapport |
| -- | -------------------------------- | --------------- | ---------------- | --------------- | ---------------------- | ----------- | ------- |
| U  | Busch Clash                      | Terry Labonte   | Bobby Allison    | Bobby Allison   | DiGard Motorsports     | Buick       | Rapport |
| KV | UNO Twin 125 Qualifiers 1        | Benny Parsons   | Bobby Allison    | Cale Yarborough | M.C. Anderson          | Buick       | Rapport |
| KV | UNO Twin 125 Qualifiers 2        | Harry Gant      | Buddy Baker      | Buddy Baker     | Hoss Ellington         | Buick       | Rapport |
| U  | Daytona 500 Consolation Race     | Slick Johnson   | Tim Richmond     | Tim Richmond    | Mike Lovern            | Buick       |         |
| 1  | Daytona 500                      | Benny Parsons   | Bobby Allison    | Bobby Allison   | DiGard Racing          | Buick       | Rapport |
| 2  | Richmond 400                     | Darrell Waltrip | Benny Parsons    | Dave Marcis     | Dave Marcis            | Chevrolet   | Rapport |
| 3  | Valleydale 500                   | Darrell Waltrip | Dale Earnhardt   | Darrell Waltrip | Johnson Hodgdon Racing | Buick       | Rapport |
| 4  | Coca-Cola 500                    | Dale Earnhardt  | Dale Earnhardt   | Darrell Waltrip | Johnson Hodgdon Racing | Buick       | Rapport |
| 5  | Warner W. Hodgdon Carolina 500   | Benny Parsons   | Darrell Waltrip  | Cale Yarborough | M.C. Anderson          | Buick       | Rapport |
| 6  | CRC Chemicals Rebel 500          | Buddy Baker     | Dale Earnhardt   | Dale Earnhardt  | Bud Moore Engineering  | Ford        | Rapport |
| 7  | Northwestern Bank 400            | Darrell Waltrip | Darrell Waltrip  | Darrell Waltrip | Johnson Hodgdon Racing | Buick       | Rapport |
| 8  | Virginia National Bank 500       | Terry Labonte   | Harry Gant       | Harry Gant      | Hal Needham            | Buick       | Rapport |
| 9  | Winston 500                      | Benny Parsons   | Benny Parsons    | Darrell Waltrip | Johnson Hodgdon Racing | Buick       | Rapport |
| 10 | Cracker Barrel Country Store 420 | Darrell Waltrip | Darrell Waltrip  | Darrell Waltrip | Johnson Hodgdon Racing | Buick       | Rapport |
| 11 | Mason-Dixon 500                  | Darrell Waltrip | Bobby Allison    | Bobby Allison   | DiGard Racing          | Chevrolet   | Rapport |
| 12 | World 600                        | David Pearson   | Bobby Allison    | Neil Bonnett    | Wood Brothers Racing   | Ford        | Rapport |
| 13 | Van Scoy Diamond Mine 500        | Terry Labonte   | Bobby Allison    | Bobby Allison   | DiGard Racing          | Buick       | Rapport |
| 14 | Budweiser 400                    | Terry Labonte   | Terry Labonte    | Tim Richmond    | Jim Stacey             | Buick       | Rapport |
| 15 | Gabriel 400                      | Ron Bouchard    | Cale Yarborough  | Cale Yarborough | M.C. Anderson          | Buick       | Rapport |
| 16 | Firecracker 400                  | Geoffrey Bodine | Bobby Allison    | Bobby Allison   | DiGard Racing          | Buick       | Rapport |
| 17 | Busch Nashville 420              | Morgan Shepherd | Darrell Waltrip  | Darrell Waltrip | Johnson Hodgdon Racing | Buick       | Rapport |
| 18 | Mountain Dew 500                 | Cale Yarborough | Richard Petty    | Bobby Allison   | Petty Enterprises      | Buick       | Rapport |
| 19 | Talladega 500                    | Geoffrey Bodine | Darrell Waltrip  | Darrell Waltrip | Johnson Hodgdon Racing | Buick       | Rapport |
| 20 | Champion Spark Plug 400          | Bill Elliott    | Bobby Allison    | Bobby Allison   | DiGard Racing          | Buick       | Rapport |
| 21 | Busch 500                        | Tim Richmond    | Bobby Allison    | Darrell Waltrip | Johnson Hodgdon Racing | Buick       | Rapport |
| 22 | Southern 500                     | David Pearson   | Cale Yarborough  | Cale Yarborough | M.C. Anderson          | Buick       | Rapport |
| 23 | Wrangler Sanfor-Set 400          | Bobby Allison   | Bobby Allison    | Bobby Allison   | DiGard Racing          | Chevrolet   | Rapport |
| 24 | CRC Chemicals 500                | Ricky Rudd      | Darrell Waltrip  | Darrell Waltrip | Johnson Hodgdon Racing | Buick       | Rapport |
| 25 | Holly Farms 400                  | Darrell Waltrip | Darrell Waltrip  | Darrell Waltrip | Johnson Hodgdon Racing | Buick       | Rapport |
| 26 | National 500                     | Harry Gant      | Bobby Allison    | Harry Gant      | Hal Needham            | Buick       | Rapport |
| 27 | Old Dominion 500                 | Ricky Rudd      | Darrell Waltrip  | Darrell Waltrip | Johnson Hodgdon Racing | Buick       | Rapport |
| 28 | Warner W. Hodgdon American 500   | Cale Yarborough | Bobby Allison    | Darrell Waltrip | Johnson Hodgdon Racing | Buick       | Rapport |
| 29 | Atlanta Journal 500              | Morgan Shepherd | Bobby Allison    | Bobby Allison   | DiGard Racing          | Buick       | Rapport |
| 30 | Winston Western 500              | Darrell Waltrip | Tim Richmond     | Tim Richmond    | Jim Stacy              | Buick       | Rapport |